# Окуневі
Окуневі (Percidae) — родина риб, мешканців прісних та солонуватоводних водойм північної півкулі. Об'єднує більш ніж 160 видів, які розподілені між дев'ятьма родами та двома підродинами.
У окуневих риб два перших промені в анальному плавці видозмінені в колючки (це є діагностичною ознакою родини). Спинний плавець складається з двох частин: колючої (передня) та м'якої (задня). У деяких видів ці частини об'єднані, в інших — відокремлені. На щелепах щетинкоподібні зуби, у деяких видів добре виражені ікла. Луска ктеноїдна (опис будови такого типу луски див. в статті «Риби»).
В родині розрізняють три підродини — Окуневі, Дартерові і Судакові. Різниця між ними полягає в ступені розвитку інтергемальних кісточок, колючок в анальному плавці та бічної лінії.
Паралельна еволюція призвела до того, що в кожній з підродин з'явились конвергентно схожі дрібні бентичні риби з редукованим плавальним міхуром. У представників підродини Окуневих (йоржи, окуні, сопачі) передня інтергемальна кісточка більш розвинута, ніж інші, колючки в анальному плавці товстіші, бокова лінія (на відміну від Судакових) не заходить на голову.
Найбільш широко розповсюджені окуні (Північна Америка, Європа, північна Азія), потім йдуть судаки (Північна Америка та Європа) та йоржі (Європа, північна Азія, подекуди інтродуковані в Північну Америку). Чопи, окунь-підкамінник і сопачи зустрічаються лише в Азово-Чорноморському басейні, дартери — тільки в Північній Америці.

## Роди
Згідно з FishBase містить 10 родів:
- Підродина Окуневі (Percinae)
  - Йорж (Gymnocephalus)
  - Окунь (Perca)
  - Сопач (Percarina)
- Підродина Дартери (Etheostominae)
  - Аммокрипта (Ammocrypta)
  - Кристалярія (Crystallaria)
  - Етеостома (Etheostoma)
  - Перцина (Percina)
- Підродина Судакові (Luciopercinae)
  - Romanichthys
  - Судак (Sander)
  - Чіп (Zingel)